# Дауылпаз
Дауылпаз (казах.Dauylpaz)— казахский народный ударный музыкальный инструмент. 

## Описание
Имеет котлообразный (или шлемовидный) деревянный корпус, обтянутый кожаной мембраной. Дауылпаз — инструмент без определённой высоты звучания и имеет различные размеры.

## История применения
Дауылпаз использовали во время военных действий и охоты. В 1934 году в Казахский оркестр народных инструментов имени Курмангазы включён оркестровый дауылпаз или шындаул (большой — с медным корпусом, и малый — с деревянным). В 1951 году был изготовлен модернизированный оркестровый дауылпаз с винтовым устройством для регулировки высоты звучания.
Древние образцы инструмента хранятся в Республиканском музее народных инструментов Алма-Аты.
В Кыргызстане есть похожий инструмент добулбас (кирг. Добулбас)